# 布勒伊-切爾維尼亞
布勒伊-切爾維尼亞，位於意大利西北部瓦莱达奥斯塔大区的滑雪場，它是瓦尔图南什市镇屬下的小區。馬特峰的另一邊是瑞士小鎮策馬特，滑雪者可在雪道上自由穿梭兩國。

## 圖片集

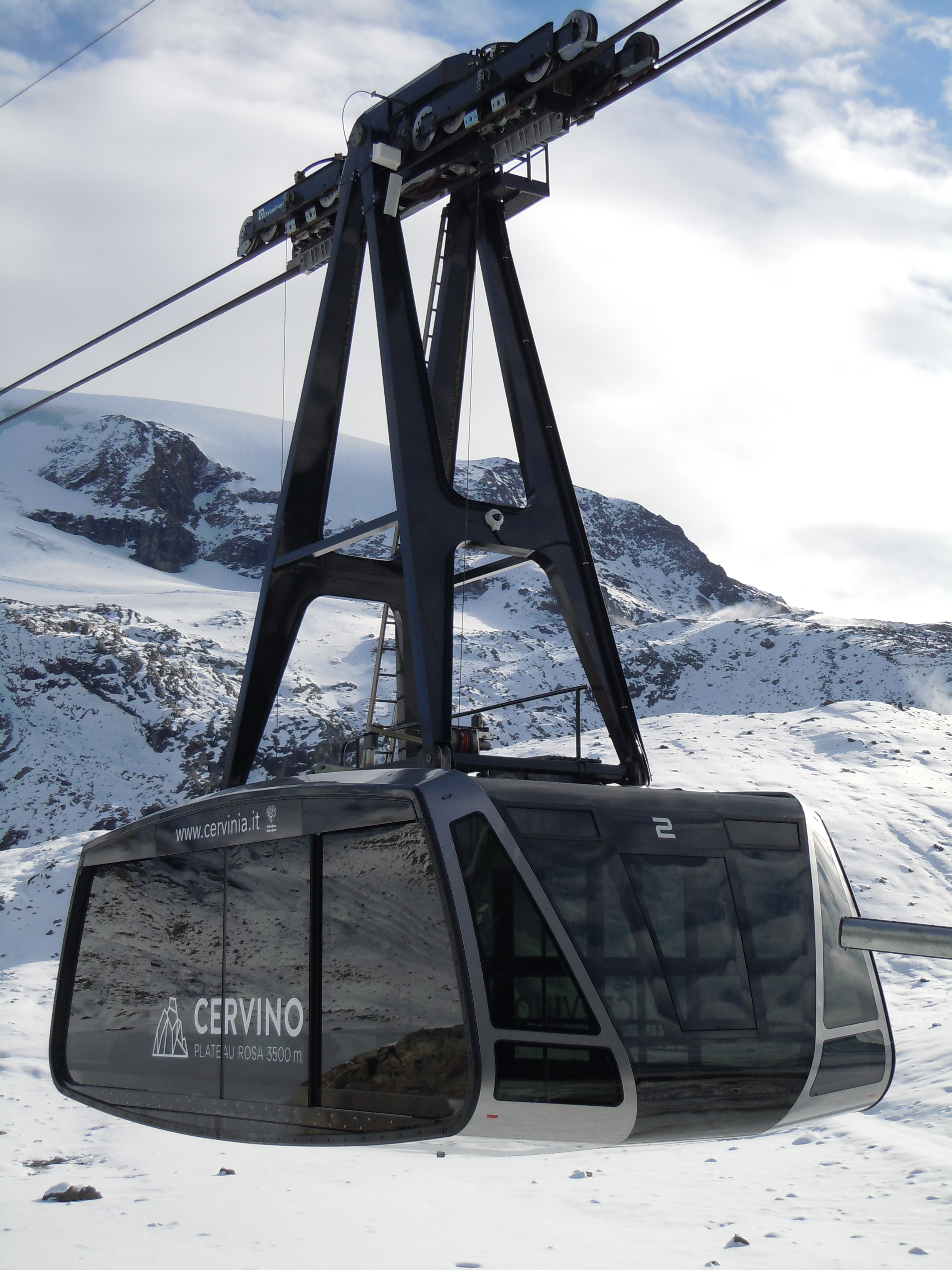
The aerial tramway Plateau Rosa, 3480 m
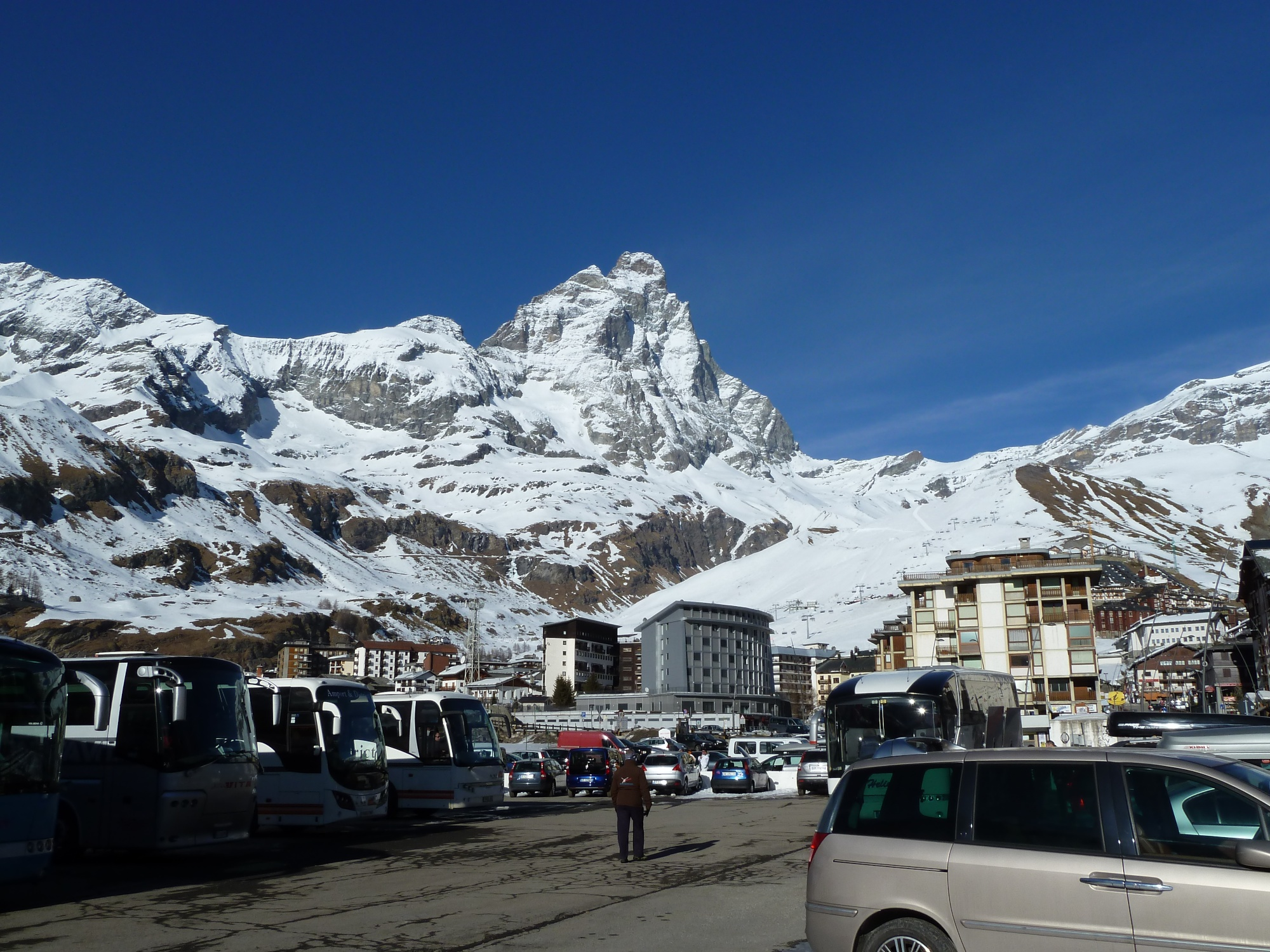
The Matterhorn from Breuil-Cervinia
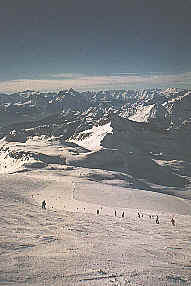
A view of Breuil-Cervinia slopes